# Parafia św. Stanisława Biskupa w Dobrzechowie
Parafia św. Stanisława Biskupa w Dobrzechowie – parafia rzymskokatolicka znajdująca się w diecezji rzeszowskiej w dekanacie Strzyżów. Erygowana w 1277 roku.